# Église de São Pedro (Ponta Delgada)
L'église de São Pedro est située dans le centre historique de la ville de Ponta Delgada, sur l'île de São Miguel, aux Açores. Considérée comme l'un des plus beaux édifices d'architecture religieuse baroque de l'archipel, elle est classée Immeuble d'Intérêt Public.

## Histoire
Selon Bernardino José de Senna Freitas, l'église remonte à un temple primitif sous l'invocation de São Pedro (Saint-Pierre), construit vers 1418. Il est impossible d'établir une date précise faute de documentation connue. Les références les plus anciennes à ce temple remontent à 1670, même si l'on sait qu'il a été reconstruit 54 ans plus tôt, les travaux étant achevés en 1645. Le Saint Sacrement y était hébergé.
Le roi Jean IV du Portugal a contribué à ces travaux avec des dons importants, en particulier pour le maître-autel, et a également offert une cloche qui existait encore récemment dans sa tour, la date de 1643 étant gravée.
Le retour du Saint-Sacrement eut lieu le 25 juin 1645, avec une procession.
En 1681, une partie de l'église et la tour furent ruinées. Pour cette raison, et aussi en raison de la croissance de la population de la paroisse, l'aide du monarque fut demandée pour reconstruire l'église, qui n'arriva qu'en 1733. Au cours de cette période, le temple acquiert son aspect actuel, avec un style baroque typique, avec des portails aux linteaux complexes sculptés en basalte et en ignimbrite. Les travaux furent longs, c'est seulement sous le règne de Maria I, que le chœur a reçu ses sculptures dorées.

## Caractéristiques
L'église a une seule nef avec des plafonds peints et un maître-autel doré. Elle est décorée de statues des XVIIe et XVIIIe siècles.

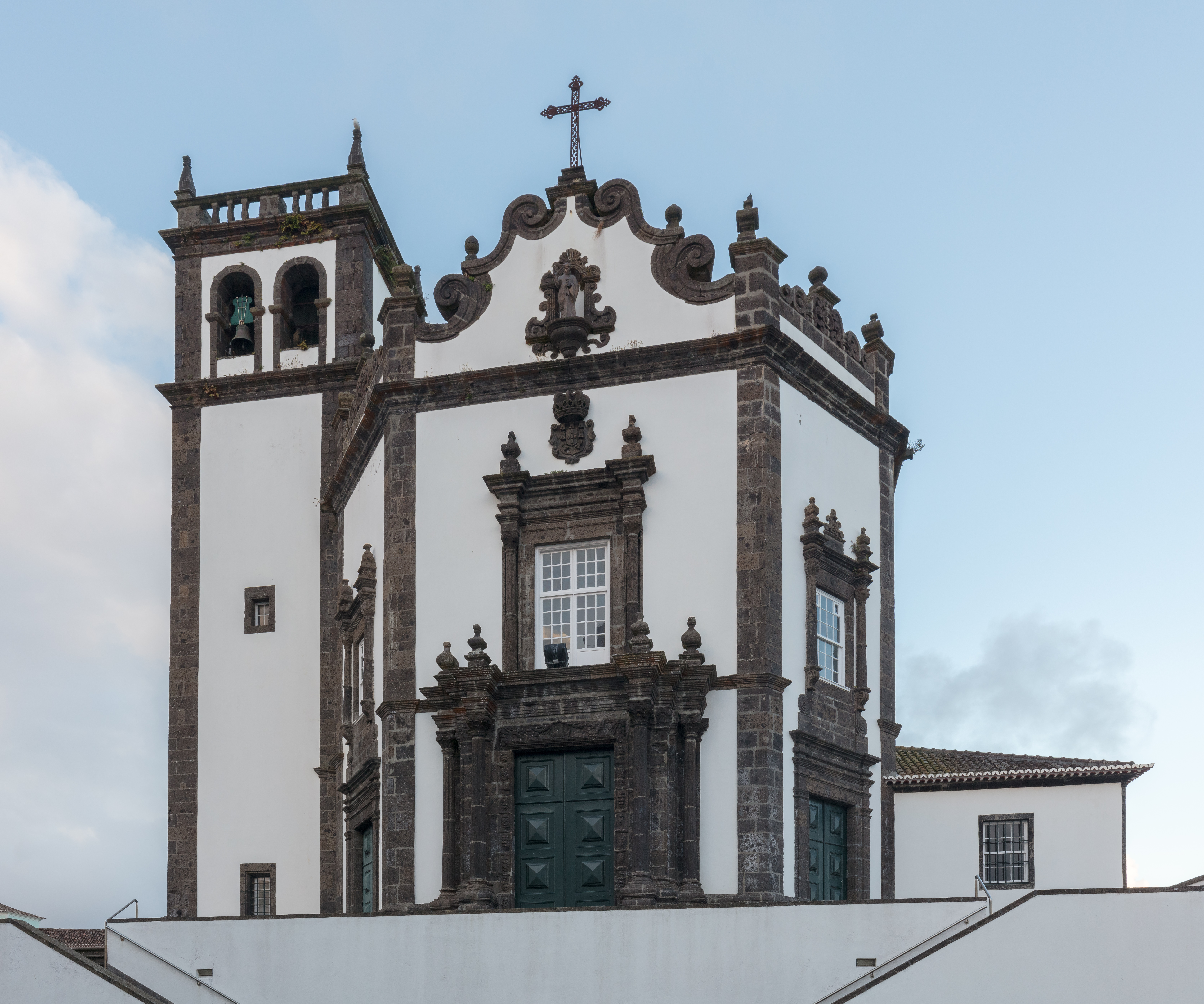
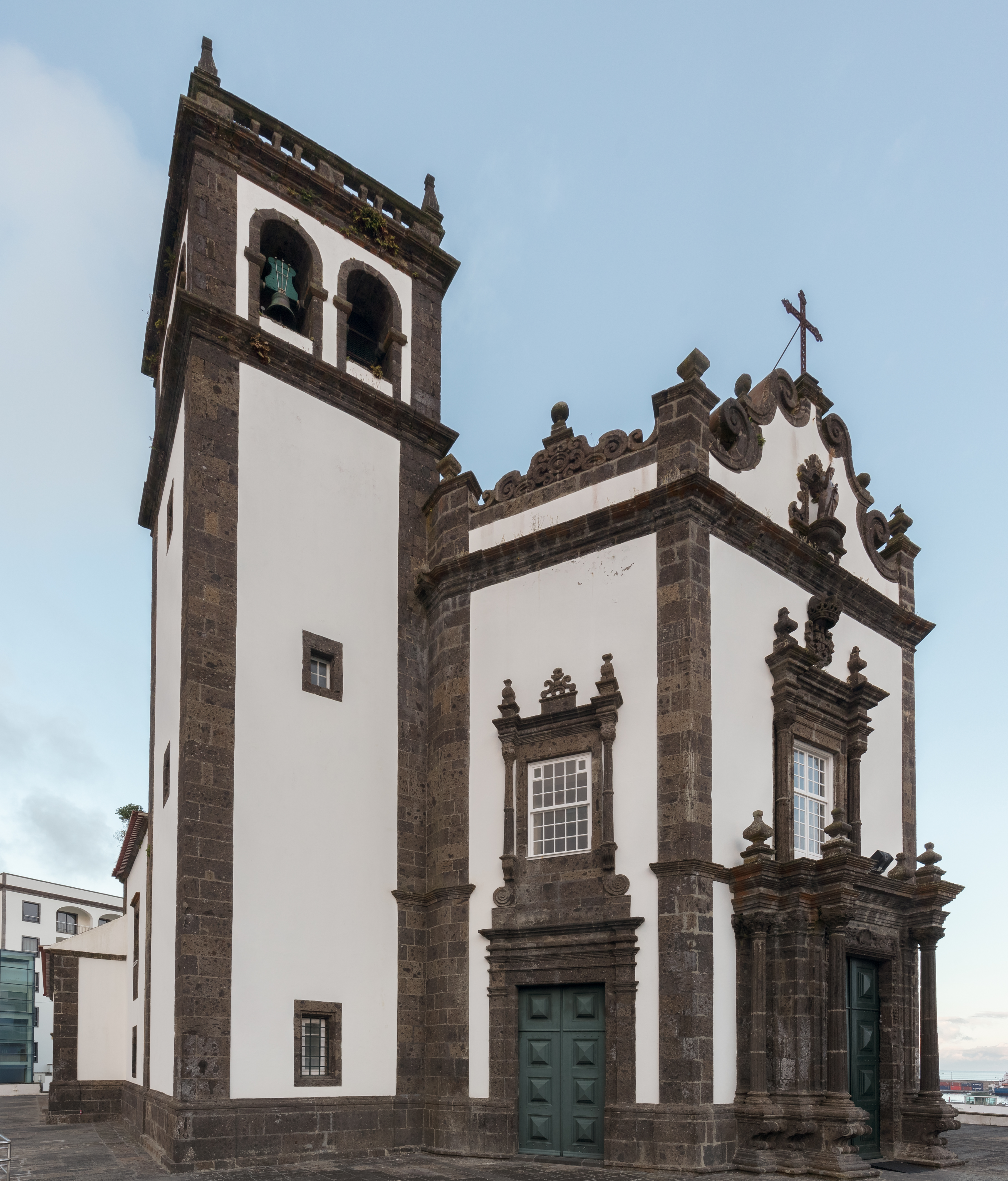
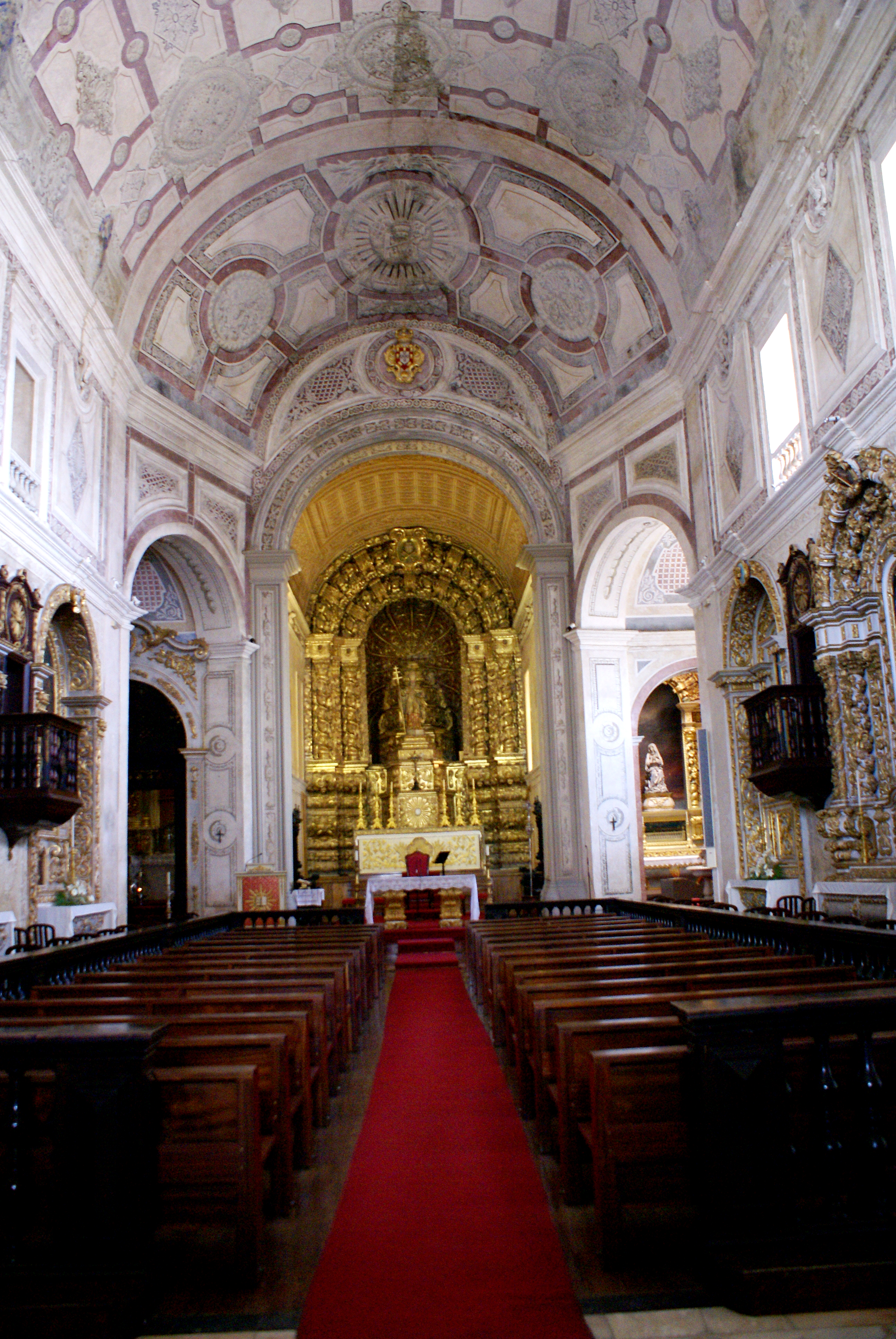